# Kumir
Kumir (rus. кумир; eng. idol) je kip rađen u drvetu ili kamenu s likom slavenskih božanstava. Postavljani su ili na središnja mjesta u hramovima ili na ona brda u okolini naseljenih mjesta koja su bila povezivana sa slavenskim božanstvima. Kumire nalazimo diljem slavenskog svijeta i oni nerijetko omogućavaju da se označe granice prostiranja srednjovjekovnih slavenskih država (kameni kumir boga Triglava nađen je u Grejbergu[kako se ovo izvorno piše?] kraj Esbjerga u Danskoj). Kumire božanstvima tzv. kijevskog panteona slavenske vjere rađene od drveta s ukrasima od plemenitih kovina 980. je godine podigao knez Vladimir na brdu kraj Kijeva. Tijekom križarskih ratova protiv poganskih zapadnih Slavena kumiri su uništeni. ili pri pokrštavanju tijekom srednjeg vijeka. Povećavanjem popularnosti rodnovjerja među slavenskim narodima, tijekom 20. i početkom 21. stoljeća, podignuti su kumiri u Rusiji, Ukrajini, Poljskoj, Sloveniji, Srbiji i drugim slavenskim državama.